# Léon Trousset
Léon Trousset, né en 1838 et mort à Juárez le 29 décembre 1917, est un peintre français.
Ayant commencé sa carrière comme peintre itinérant en Californie du Nord, il a surtout peint des paysages et des scènes architecturales et historiques. Il a ensuite vécu et travaillé au Texas, au Nouveau-Mexique et dans le nord du Mexique, où il s’est finalement installé. Parmi les musées qui abritent ses œuvres se trouvent le musée d'Art d'El Paso, le Smithsonian American Art Museum et le musée Amon Carter.